# Roberto Benignis Pinocchio

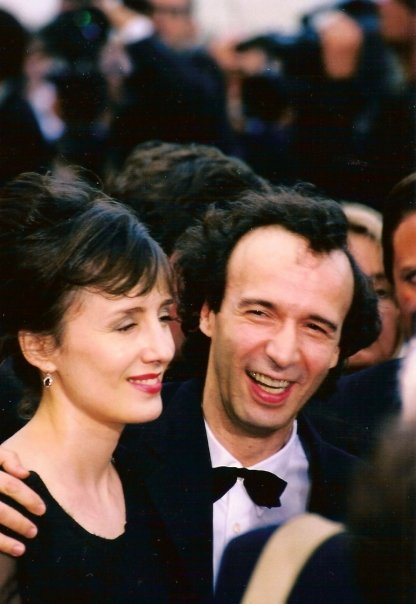
Roberto Benigni und Nicoletta Braschi bei den Filmfestspielen von Cannes.

Roberto Benignis Pinocchio ist ein italienisches Fantasy-Komödien-Drama aus dem Jahr 2002, bei dem Roberto Benigni, der auch die Hauptrolle spielt, das Drehbuch schrieb und Regie führte. Er basiert auf dem 1883 erschienenen Roman Die Abenteuer des Pinocchio von Carlo Collodi.

## Handlung
Ein großes Stück Holz, das auf einem Karren transportiert wird, erwacht plötzlich zum Leben, nachdem ein von einer Fee beschützter Schmetterling darauf gelandet ist. Von einer geheimnisvollen Kraft bewegt, beginnt der Baumstamm durch die Gassen des Dorfes zu hüpfen und die Bewohner in Aufregung zu versetzen. Vor der Haustür eines alten Tischlers namens Geppetto bleibt der Baumstamm stehen, der sich seiner bemächtigt und daraus eine Puppe bastelt, die ihm Gesellschaft leistet. Die Puppe, die Pinocchio heißt, erwacht auf magische Weise zum Leben und beginnt zu Geppettos Erstaunen zu sprechen. Pinocchio entpuppt sich sofort als Lausbub. Er läuft von zu Hause weg, rennt auf die Straße und stellt das Dorf auf den Kopf. Der alte Zimmermann wird für den Schaden verantwortlich gemacht und von den Carabinieri ins Gefängnis geworfen, während Pinocchio davonläuft.
Als Pinocchio nach Hause kommt, trifft er auf eine sprechende Grille, die ihn wegen seiner Dummheiten schimpft und mehrmals ermahnt, sich zu benehmen. Verärgert versucht Pinocchio, die Grille mit einem Hammer zu zertrümmern, doch die Grille verschwindet. Müde und hungrig schläft Pinocchio mit den Füßen auf der Feuerstelle ein. Kurz darauf kommt Geppetto nach Hause und rettet ihn mit einem Eimer Wasser aus den Flammen. Pinocchio sieht seinen Fehler ein und beschließt, es seinem Vater wieder gutzumachen, indem er verspricht, zur Schule zu gehen und zu lernen. Aus finanziellen Gründen muss Geppetto seine Kutte verkaufen, um seinem Sohn ein Alphabet Buch zu kaufen. Auf dem Weg zur Schule verkauft Pinocchio das Buch sofort für vier Pfennige, mit denen er sich ein Marionettentheater anschaut. Während der Vorstellung erkennen ihn die Puppen als ihren Mitspieler, holen ihn auf die Bühne und tragen ihn unter dem Gelächter des Publikums triumphierend davon. Doch der Oberpuppenspieler Mangiafoco unterbricht die Vorstellung.
Um Pinocchio zu bestrafen, beschließt Mangiafoco, ihn in einem Topf zu kochen und zu essen. Doch als Pinocchio ihn anfleht, erbarmt er sich und lässt ihn frei, nachdem er erfahren hat, wie es um seinen Vater finanziell bestellt ist, und schenkt ihm fünf goldene Münzen. Auf dem Heimweg begegnet Pinocchio jedoch der Katze und dem Fuchs, zwei Betrügern, die ihn überreden, ihnen zu folgen, um reich zu werden und sein Geld auf dem „Feld der Wunder“ zu versenken. Der leichtgläubige Pinocchio folgt ihnen. In der Nacht kehren Kater und Fuchs in die Osteria del Gambero Rosso ein, wo sie sich satt essen und Pinocchio die Rechnung mit vier Münzen hinterlassen. Nachdem er sich ausgeruht hat, macht sich Pinocchio allein auf den Weg in den Wald, als er vom Wirt erfährt, dass seine „Freunde“ abgereist sind. Den Rat des Geistes von Jiminy Cricket ignorierend, trifft Pinocchio auf zwei als Mörder verkleidete Schurken, die ihn überfallen. Nach einer waghalsigen nächtlichen Flucht erreicht Pinocchio ein altes Haus, in dem eine Zauberfee wohnt, die sich jedoch weigert, ihm die Tür zu öffnen. Die eintreffenden Mörder hängen ihn an einer riesigen Eiche auf, weil sie glauben, er habe die Münzen in seinem Mund versteckt. Am nächsten Morgen lässt die Fee aus Mitleid ihren schlauen Medoro Pinocchio befreien, der ihn in einer Kutsche, gezogen von Hunderten weißer Mäuse, zum Haus der Fee bringt.
Die Fee lässt ihn von drei Ärzten untersuchen: einer Krähe, einer Eule und der Grille. Die Grille schimpft wieder, und die Puppe bricht in Tränen aus, um allen zu zeigen, dass sie noch lebt. Die Fee versucht nun, ihm eine bittere, aber heilsame Medizin einzuflößen, um ihn wieder gesund zu machen. Pinocchio weigert sich, aber als er schwarze Kaninchen mit einem Sarg kommen sieht, gibt er sofort auf. Völlig geheilt wird der Puppenjunge von der Fee nach den letzten Ereignissen befragt, aber er lügt mehr als einmal, weshalb seine Nase auffallend lang ist. Nachdem er endlich die Wahrheit gesagt hat, wird seine Nase kürzer und Pinocchio macht sich auf den Weg zu Geppettos Haus, doch unterwegs begegnet er wieder der Katze und dem Fuchs, die ihn überreden, zum Feld der Wunder zu gehen und das Geld zu vergraben. Zu spät bemerkt Pinocchio, dass er betrogen wurde. Nachdem er vergeblich nach seinen Münzen gesucht hat, geht er zum Gericht im Dorf Acchiappacitrulli, wo ihn ein affenähnlicher Richter verhaften und ins Gefängnis stecken lässt. In seiner Zelle trifft Pinocchio auf Lucignolo, einen Bengel, der wegen Diebstahls von Lutschern im Gefängnis sitzt. Die beiden freunden sich schnell an, und kurz nach Lucignolos Entlassung kommt auch Pinocchio vier Monate später dank einer Amnestie frei.
Pinocchio kehrt zum Haus der Fee zurück, findet dort aber sein Grab vor. Tränenüberströmt bricht Pinocchio verzweifelt zu Boden, doch genau in diesem Moment erscheint eine Taube und verkündet, sie wisse, wo Geppetto sei. Der Vogel führt Pinocchio zu seinem Vater, der in einem kleinen Boot auf dem Meer unterwegs ist, um Pinocchio in Übersee zu suchen, da er ihn in den letzten Monaten im Dorf nicht gefunden hat. Mutig springt der Pinocchio in die stürmische See, um Geppetto zu retten, wird aber von der Strömung mitgerissen. Als er wieder aufwacht, findet er sich am Strand einer kleinen Stadt wieder, die von fleißigen Menschen bewohnt wird. Dort trifft Pinocchio die Fee wieder, die dank seines aufrichtigen Kummers wieder zum Leben erwacht ist und ihn zu ihrem Haus führt, das sich nun im Zentrum der Stadt befindet. Überglücklich beschließt Pinocchio, ein guter Junge zu werden und geht sofort zur Schule. Am ersten Schultag, noch bevor er die Schule betritt, entdeckt er, dass einer seiner Mitschüler, Eugenio, seinen Hut gestohlen hat, nachdem er Schiffbruch erlitten hat. Daraufhin kommt es zu einer Rauferei zwischen Pinocchio, Eugenio und anderen Schlägern, von denen einer Pinocchios Buch nach ihm wirft und dabei versehentlich Eugenio trifft, der daraufhin ohnmächtig wird.
Alle fliehen, nur Pinocchio bleibt bei seinem verletzten Freund, wird aber von zwei Carabinieri, die ihn dort finden, verhaftet. Auf dem Weg zum Gefängnis versucht Pinocchio, nicht von der Fee gesehen zu werden, und flieht, aber nachdem er sich in einem Feld versteckt hat, gerät er in eine Marderfalle. Der Besitzer des Feldes, der ihn wegen seiner Handschellen für einen Dieb hält, überlässt ihm die Falle, legt ihm ein Halsband an und lässt ihn seinen kürzlich verstorbenen Wachhund ersetzen. In derselben Nacht erkennt ihn Lucignolo, der Hühner stehlen will, und befreit ihn, woraufhin die beiden gemeinsam fliehen. Bei der Fee angekommen, wird Pinocchio für seinen Unfug getadelt, ihm aber später verziehen. Entschlossen, ein für alle Mal ein guter Junge zu werden, kehrt Pinocchio auf den rechten Weg zurück, und die Fee veranstaltet ein Fest. Pinocchio möchte Lucignolo einladen und macht sich auf die Suche nach ihm, erfährt aber, dass er auf dem Weg ins Spielzeugland ist, einem Ort ohne Regeln und Schulen. Nach langem Überlegen beschließt Pinocchio, mit ihm zu gehen. Jiminy Cricket versucht, ihn von dort wegzuholen, aber er wird ohnmächtig, nachdem er sich gegen Tritte, Hämmer und Pfeile gewehrt hat.
Nach einem Tag wilden Spielens verwandeln sich die Jungs im Spielzeugland in Esel, und so ergeht es auch Pinocchio und Lucignolo, die auf dem Markt verkauft werden. Pinocchio landet bei einer Zirkustruppe und muss durch Feuerreifen springen. Eines Abends stürzt er während einer Vorstellung, abgelenkt durch das flüchtige Erscheinen der Fee, schwer und bricht sich das Bein. Der Zirkusdirektor befiehlt den Clowns, ihn ins Meer zu werfen, um ihn zu ertränken, aber das schnelle Eingreifen der Fee rettet ihn und verwandelt ihn wieder in eine Marionette. Als Pinocchio ans Ufer schwimmt, wo die Fee auf ihn wartet, wird er von einem riesigen Hundshai verschluckt. Im Magen des Riesen findet Pinocchio Geppetto, den das Ungeheuer bei seinem Schiffbruch verschluckt hat. Pinocchio, der sich als Thunfisch ausgibt, entdeckt, dass sein Vater ihn hasst und bereut, ihn erschaffen zu haben, aber er offenbart, dass er unter der Oberfläche die Kraft hat, ihm zu verzeihen. Die beiden treffen sich nach langer Zeit wieder und nutzen die Kälte des Ungeheuers, um zu entkommen und ans Ufer zurückzukehren.
Nachdem er seinen Vater nach Hause gebracht hat, tut Pinocchio sein Bestes, um seinem alten Vater wieder auf die Beine zu helfen, und um ihm jeden Abend warme Milch zu bringen, arbeitet er auf einem Bauernhof. Auf diesem Hof lebt auch der Esel Lucignolo, der vor lauter Arbeit schon im Sterben liegt. Die Fee ist nun entschlossen, Pinocchios Wunsch, ein richtiger Junge zu werden, zu erfüllen, indem sie Geppetto hilft.
Am nächsten Morgen ist Pinocchio ein richtiger Junge und geht zur Schule, das Haus ist gemütlicher geworden, Geppetto hat echtes Haar, und der Schatten der Puppe (die jetzt regungslos auf einem Stuhl sitzt) läuft herum, um mit dem Schmetterling zu spielen, der von der Fee beschützt wird.

## Besetzung und Synchronisation
Die Synchronisation des Films entstand nach einem Dialogbuch von Jörg Hartung unter der Dialogregie von Joachim Kunzendorf.
| Rolle       | Darsteller        | Sprecher           |
| ----------- | ----------------- | ------------------ |
| Pinocchio   | Roberto Benigni   | Uwe Büschken       |
| Fee         | Nicoletta Braschi | Susanna Bonasewicz |
| Medoro      | Mino Bellei       |                    |
| Geppetto    | Carlo Giuffrè     |                    |
| Grille      | Peppe Barra       |                    |
| Mangiafuoco | Franco Javarone   |                    |
| Kater       | Max Cavallari     |                    |
| Fuchs       | Bruno Arena       |                    |
| Giudice     | Corrado Pani      |                    |
| Lucignolo   | Kim Rossi Stuart  |                    |
| Kutscher    | N. N.             | Gerald Paradies    |

## Produktion
Laut Benigni begann das Projekt eines Films, in dem der Schauspieler die Rolle des Pinocchio spielt, mit Federico Fellini. Das Projekt stammt aus der Zeit von Die Stimme des Mondes, einem Film, in dem Benigni 1990  mitspielte. Bei dieser Gelegenheit bezeichnete Fellini Benigni und Paolo Villaggio als „kollodiale Charaktere“. Benigni erzählte auch, dass bei dieser Gelegenheit einige Probeszenen gedreht worden seien, die nie öffentlich gezeigt wurden, und dass Vincenzo Cerami begonnen habe, ein Drehbuch zu schreiben.
Der Film wurde in den Cinecittà Umbria Studios in Papigno, einem Ortsteil von Terni, gedreht.
Die Dreharbeiten dauerten 28 Wochen, die Vorproduktion acht Monate und die Nachproduktion acht Monate.

### Besetzung
Bei der Wahl der Besetzung gab es verschiedene Varianten. Für die Rolle des Geppetto wurde in den Zeitungen zunächst Paolo Villaggio genannt, der aber aus unbekannten Gründen nicht besetzt wurde, eine weitere Variante gab es für die Rolle des Mangiafuoco, da Roberto Benigni Luciano Pavarotti, Lando Buzzanca und wahrscheinlich Dario Fo in Betracht gezogen hatte, aber auch diese Besetzungen aus unbekannten Gründen nicht zustande kamen, ebenso die Rolle des Lucignolo, die Roberto Benigni mit Jim Carrey besetzte, der jedoch ablehnte.

## Soundtrack
Der Soundtrack stammt von Nicola Piovani, der mit Benigni bereits bei der Filmmusik zu Das Leben ist schön zusammengearbeitet hatte. Piovani wurde für den Soundtrack mit einem Silbernen Band ausgezeichnet.
| Nr.          | Titel                   | Länge |
| ------------ | ----------------------- | ----- |
| 1            | La Fata Turchina        | 4:15  |
| 2            | Il Burattino            | 3:01  |
| 3            | Il Gatto E La Volpe     | 3:29  |
| 4            | I Viaggi Di Pinocchio   | 4:07  |
| 5            | Lucignolo               | 2:23  |
| 6            | Il Pezzo Di Legno       | 1:56  |
| 7            | Il Grillo Parlante      | 3:07  |
| 8            | Le Brutte Avventure     | 1:56  |
| 9            | Promenade Di Pinocchio  | 3:22  |
| 10           | Il Bacio Della Fata     | 3:52  |
| 11           | Il Teatro Dei Burattini | 1:19  |
| 12           | La Morte Di Lucignolo   | 2:17  |
| 13           | Il Circo                | 2:15  |
| 14           | Il Paese Dei Balocchi   | 2:22  |
| 15           | Finale                  | 1:23  |
| 16           | La Canzone Di Pinocchio | 3:22  |
| 17           | Il Tema Della Fata      | 3:19  |
| Gesamtlänge: | Gesamtlänge:            | 47:45 |

## Veröffentlichung
Der Film kam am 11. Oktober 2002 im Verleih von Medusa offiziell in die italienischen Kinos. In Deutschland (über die Falcom Media) und Österreich startete der Film am 13. März 2003 im Kino.

## Auszeichnungen
Der Film wurde für den besten fremdsprachigen Film für die Oscarverleihung 2003 vorgeschlagen, wurde aber nicht nominiert.
- 2003 – David di Donatello
  - Beste Szenografie an Danilo Donati
  - Beste Kostüme für Danilo Donati
  - Nominierung als Bester Hauptdarsteller für Roberto Benigni
  - Nominierung als bester Nebendarsteller: Kim Rossi Stuart
  - Nominierung für die beste Fotografie an Dante Spinotti
  - Nominierung als bester Musiker für Nicola Piovani
- 2003 – Silbernes Band
  - Beste Filmmusik für Nicola Piovani
  - Nominierung als bester Nebendarsteller: Kim Rossi Stuart
  - Nominierung als beste Produzentin für Nicoletta Braschi
- 2003 – Ciak d'oro
  - Beste Kostüme für Danilo Donati
- 2002 – Goldene Himbeere
  - Schlechtester Schauspieler: Roberto Benigni, von Breckin Meyer „im Godzilla-Stil“ synchronisiert
  - Nominierung für den schlechtester Film
  - Nominierung als schlechtester Regisseur für Roberto Benigni
  - Nominierung für das schlechteste Filmpaarung an Roberto Benigni und Nicoletta Braschi
  - Nominierung für das schlechteste Drehbuch für Vincenzo Cerami und Roberto Benigni
  - Nominierung Schlechtestes Remake oder schlechteste Fortsetzung

- 2002 – Stinkers Bad Movie Awards
  - Nominierungen für den schlechtesten Schauspieler: Roberto Benigni und Breckin Meyer
  - Nominierung als schlechtester Regisseur für Roberto Benigni
  - Nominierung Schlechteste Gruppenleistung (The Voices Together)
  - Nominierung „Schlimmstes Paar“ für Roberto Benigni und seinen englischen Synchronsprecher
  - Nominierung Schlechtestes Drehbuch
  - Nominierung für die am wenigsten lustige Komödie
  - Nominierung für den nervigsten Soundtrack
  - Nominierung Schlechtestes Remake